# Otto Wöhler
Otto Wöhler (n. 12 iulie 1894, Großburgwedel⁠(d), Saxonia Inferioară, Germania – d. 5 februarie 1987, Großburgwedel⁠(d), Republica Federală Germania, Germania) a fost un general german din Wehrmacht, condamnat pentru crime de război săvârșite în timpul celui de-al Doilea Război Mondial. A comandat în timpul războiului un corp de armată, o armată și un grup de armate.
Wöhler a fost implicat în activitățile Einsatzgruppe, în timp ce îndeplinea funcția de șef al Statului Major al Armatei a 11-a Germane la începutul anului 1942. După război, el a fost judecat pentru crime de război și crime împotriva umanității în procesul înalților comandanți militari naziști și a fost condamnat la 8 ani de închisoare. A fost eliberat în februarie 1951.

## Începutul carierei militare
Wöhler a luptat în Primul Război Mondial și a servit în perioada interbelică în Reichswehr și apoi în Wehrmacht, îndeplinind diferite funcții ca ofițer de stat major.

## Activitatea sa în cel de-al Doilea Război Mondial
Între octombrie 1940 și mai 1942 colonelul Wöhler a fost șeful statului major al Armatei a 11-a aflată sub comanda generalului Eugen Ritter von Schobert și apoi a feldmareșalului Erich von Manstein. În această calitate, Wöhler a colaborat îndeaproape cu unitatea SS Einsatzgruppe D, comandată de Otto Ohlendorf. La un moment dat, el a cerut ca toate ceasurile aparținând evreilor uciși să fie predate armatei. La 30 iunie 1941, în timpul Pogromului de la Iași, el a refuzat evacuarea la Târgu Frumos a celor 2.530 de evrei ieșeni din primul „tren al morții”, ordonând dirijarea trenului cât mai departe de acea localitate. În urma refuzului său, „trenul morții”, care fusese oprit în gara Târgu Frumos, a rămas închis acolo încă aproximativ 24 de ore, până când au sosit instrucțiunile Ministerului Afacerilor Interne cu privire la noul punct de evacuare a evreilor. În acest timp, autoritățile militare germane nu au permis nimănui să se apropie de tren, iar evreii înghesuiți în vagoane nu au primit alimente și apă de băut, în ciuda căldurii mari din acea zi de vară.
Colonelul Otto Wöhler a fost decorat cu Ordinul „Steaua României” cu spade, în gradul de Mare Ofițer cu panglica de „Virtutea Militară” (19 septembrie 1941) „pentru destoinicia și devotamentul de care au dat dovadă pe câmpul de luptă în operațiunile contra bolșevicilor în colaborare cu trupele române” și cu Ordinul Militar „Mihai Viteazul”, cl. III-a (21 noiembrie 1941) „pentru merite deosebite în pregătirea și conducerea operațiunilor acestei armate [Armata a 11-a - n.n.] la Est de Nipru”.
Wöhler a fost numit apoi șef al statului major al Grupului de Armate Centru aflat sub comanda feldmareșalului Günther von Kluge. Prima comandă operativă a lui Wöhler a fost cea a Corpului de Armată I, pe care l-a condus în perioada februarie-august 1943. A fost numit apoi, în august 1943, la comanda Armatei a 8-a și în decembrie 1944 la comanda Grupului de Armate Sud.

## Judecarea și condamnarea sa
Wöhler a fost cercetat de aliați după război pentru implicare în activitățile Einsatzgruppen, în timp ce îndeplinea funcția de șef al Statului Major al Armatei a 11-a la începutul anului 1942. În interogatoriile desfășurate înaintea procesului a recunoscut că feldmareșalul Manstein i-a decorat pe membrii Einsatzgruppen cu ordinul Crucea de Fier și a descris cooperarea cu Einsatzgruppen ca „lipsită în general de fricțiuni”.
El a fost judecat de un tribunal militar american de la Nürnberg în „Procesul înalților comandanți militari naziști” nr. XII. La proces, Wöhler a negat că ar fi cunoscut atribuțiile Einsatzgruppen și că ar fi fost complice al acestei unități SS în desfășurarea acțiunilor ei criminale. A fost condamnat pentru punerea în aplicare a Ordinului cu privire la jurisdicția justiției militare în timpul Operațiunii Barbarossa, care permitea uciderea civililor sub pretextul contracarării activității partizanilor. Wöhler a fost, de asemenea, găsit vinovat pentru deportarea civililor în lagărele de muncă și pentru cooperarea cu Einsatzgruppen.
Wöhler a fost condamnat la opt ani de închisoare în octombrie 1948. Cu ocazia judecării apelului în 1949, sentința sa a fost confirmată fără nicio modificare. În baza faptului că sentința sa a fost antedatată ca fiind pusă în aplicare din 1945, el a fost eliberat în februarie 1951 pe motiv de bună purtare.

## Decorații
- Crucea de Fier: clasa a II-a (1914); clasa I (1916)[13]
- Ordinul „Steaua României” cu spade, în gradul de Mare Ofițer cu panglica de „Virtutea Militară” (19 septembrie 1941)[7]
- Ordinul Militar „Mihai Viteazul”, cl. III-a (21 noiembrie 1941)[8]
- Crucea Germană de aur la 26 ianuarie 1942 ca Oberst (colonel) în Statul Major al Armatei a 11-a[14]
- Crucea de Cavaler al Crucii de Fier cu frunze de stejar
  - Crucea de Cavaler la 14 august 1943 ca general al infanteriei și comandant al Corpului de Armată I[15]
  - Frunzele de stejar la 28 noiembrie 1944 ca general al infanteriei și comandant al Armatei a 8-a[15]

## Legături externe
- US Military Tribunal Nuremberg (1948). „High Command Trial, Judgment of 27 October 1948” (PDF). Accesat în 30 mai 2016.

| Lideri militari                                    | Lideri militari                                                                           | Lideri militari                                  |
| -------------------------------------------------- | ----------------------------------------------------------------------------------------- | ------------------------------------------------ |
| Predecesor: General der Kavallerie Philipp Kleffel | Comandant al Corpului de Armată I (I. Armeekorps) 1 aprilie 1943 – 15 august 1943         | Succesor: General der Kavallerie Philipp Kleffel |
| Predecesor: Generalul Johannes Blaskowitz          | Comandant al Armatei a 8-a (8. Armee) 22 august 1943 – 27 decembrie 1944                  | Succesor: Generalul Hans Kreysing                |
| Predecesor: Generaloberst Johannes Frießner        | Comandant al Grupului de Armate Sud (Heeresgruppe Süd) 28 decembrie 1944 – 25 martie 1945 | Succesor: Generaloberst dr. Lothar Rendulic      |